# Rivière des Bois
Rivière des Bois är ett vattendrag i Kanada.   Det ligger i provinsen Québec, i den sydöstra delen av landet, 300 km nordväst om huvudstaden Ottawa. Rivière des Bois ligger vid sjön Petit lac des Bois.
I omgivningarna runt Rivière des Bois växer i huvudsak blandskog. Trakten runt Rivière des Bois är nära nog obefolkad, med mindre än två invånare per kvadratkilometer.